# Olof Palmes Allé Station
Olof Palmes Allé Station er en letbanestation i Aarhus beliggende i bydelen Christiansbjerg. Stationen ligger på Olof Palmes Allé. Den er anlagt midt på vejen og er udformet som en øperron med adgang via fodgængerfelter. Midt på perronen er der en simpel overdækning med bænke og en rejsekort-billetautomat. Stationen bærer i øvrigt præg af, at vejen har en stigning, så perronen skråner lidt.
Desuden ligger der en række boligkarréer umiddelbart nord for stationen.
Strækningen mellem Aarhus H og Universitetshospitalet, hvor stationen ligger, åbnede den 21. december 2017.